# Peter Hentschel (Radsportler)
Peter Hentschel (* 14. Juli 1944 in Kolka bei Geithain) ist ein ehemaliger deutscher Radsportler, der in der DDR aktiv war.

## Erfolge
Hentschel war Mitglied der BSG Aktivist Großzössen und bestritt hauptsächlich Querfeldeinrennen. 
1983 wurde er DDR-Meister im Querfeldeinrennen. 1972 wurde er bei den Titelkämpfen Dritter. Insgesamt nahm er an zwölf Titelkämpfen teil. Hentschel, der auch als Übungsleiter in seinem Verein tätig war, entdeckte und förderte Maic Malchow, der später Weltmeister auf der Bahn im 1000-Meter-Zeitfahren wurde.